# Dialeurolonga agauriae
Dialeurolonga agauriae là một loài côn trùng cánh nửa trong họ Aleyrodidae, phân họ Aleyrodinae.
Dialeurolonga agauriae được Takahashi miêu tả khoa học đầu tiên năm 1951.